# Onthophagus pallidipennis
Onthophagus pallidipennis là một loài bọ cánh cứng trong họ Bọ hung (Scarabaeidae).